# Kattisberget
Kattisberget är ett naturreservat i Överkalix kommun i Norrbottens län.
Området är naturskyddat sedan 2011 och är 3,1 kvadratkilometer stort. Reservatet omfattar den övre branta delen av Kattisberget. Reservatet består av brandpräglad tallskog.